# Hästen och gossen
Hästen och gossen är en opera i tre akter med musik av Jonas Forssell. Libretto av Maria Sundqvist efter Sara Lidman.

## Historia
Operan uruppfördes 1988 på Norrlandsoperan i Umeå.